# Чёрный Пёс (вождь осейджей)
Чёрный Пёс (Осейдж, Манка-Чонка; 1780—1848) — был вождём племени Ханка индейцев осейджи, которое жило в районе современного Бакстер-Спрингс, штат Канзас. Его рост составлял 7 футов 5 дюймов (2,26 м), вес — 430 фунтов (200 кг), и он был слеп на левый глаз.
Он водил свой отряд на охоту в Санта-Фе, который тогда был частью Мексики, и, возможно, получил прозвище Манка-Чонка в битвах с команчами. Ему приписывают создание тропы, известной как «Тропа Чёрного Пса», к востоку от нынешнего Бакстер-Спрингс, штат Канзас, до Великих Солёных равнин (Национальный заповедник дикой природы Солт — Плейнс) в нынешнем округе Алфалфа, штат Оклахома.
Во время визита в форт Гибсон в 1834 году Джордж Кэтлин нарисовал портрет Чёрного Пса, назвав его «Чонг-тас-саб-би, Чёрный Пёс, второй вождь».
Известно, что у Чёрного Пса был по крайней мере один сын, которого тоже звали Чёрный Пёс (1827—1910). В 1870 году он стал вождём племени осейджей.

## Биография
Чёрный Пёс родился около 1780 года недалеко от реки Миссисипи и на месте современного города Сент-Луис, штат Миссури. Его изначальное имя было Зин-гава-ка (или Шинка-Ва-Са), что означает «Тёмный орёл» или «Священный малыш». Примерно в 1802 году его народ мигрировал и поселился в северо-восточной части современного штата Оклахома. Его отряд основал деревню, которую они назвали Пасуга (Большой Кедр), расположенную на древнем земляном кургане, построенном более ранней коренной культурой. После того как он успешно сражался с набегами команчей в этом регионе, ему было присвоено новое имя — Манка-Чонка, что означает «Чёрный Пёс». У племени осейджи было принято давать новые имена, отражающие важные события в жизни человека.
После того как Чёрный пёс стал вождём, ему пришлось делить власть в племени с двумя другими известными вождями: Клэрмором и Паухаской. Мужчины-осейджи обычно описывались как очень высокие и физически крепкие. Чёрный пёс, по описаниям, был ещё более внушительным, чем большинство из них, поскольку его описывали как человека ростом почти 7 футов 5 дюймов (2,26 м) и весом 430 фунтов (200 кг). Также, он был слеп на левый глаз.
К 1803 году его люди завершили то, что стало известно как Тропа Чёрного Пса. Она начиналась на их зимней территории к востоку от Бакстер-Спрингс в Канзасе и тянулась на юго-запад к летним охотничьим угодьям на Великих Солёных равнинах в современном округе Альфальфа, штат Оклахома. Осейджи регулярно останавливались у источников для лечения по пути на летние охотничьи угодья. Они проложили тропу, расчистив её от кустарника и больших камней и построив земляные насыпи для переправ. Тропа, достаточно широкая, чтобы по ней могли ехать в ряд восемь всадников, была первой улучшенной дорогой в Канзасе и Оклахоме.
У племени была деревня, известная как Пасуга, «Большой Кедр», построенная на земляном кургане недалеко от того места, где позже появился Клэрмор, штат Оклахома. Согласно преданию, племя осейджей приписывает Чёрному Псу I строительство пещеры рядом с его деревней на Клерморском кургане. Пещера была достаточно большой, чтобы вместить почти 500 членов его племени, и они запасли в ней достаточно еды, чтобы прожить год. Позже пещера стала убежищем для оставшихся в живых жителей деревни Пасуги, которые спасались от резни, устроенной чероки во время так называемой битвы при Клермор-Маунд в 1817 году.
У Чёрного Пса I был сын, известный во взрослом возрасте как Чёрный Пёс II (1827—1910). Позже он стал вождём племени осейджи. Во многих источниках отца называют Чёрным Псом I, а сына — Чёрным Псом II. Сообщается, что сын стал вождём в 1870 году.